# Комуністична партія Гваделупи
Комуністична партія Гваделупи (фр. Parti communiste guadeloupéen, PCG) — політична партія у французькому заморському департаменті Гваделупа. Партія видає газету Etincelle («Іскра»).

## Історія
До 30 березня 1958 року Федерація гваделупських комуністів існувала у складі Французької комуністичної партії. КПГ була заснована як партія на своєму першому з'їзді в 1958 році в місті Капестерр-Бель-О. На парламентських виборах 1968 року до Національної асамблеї Франції КПГ отримала 37,3 % голосів; один із трьох депутатів від Гваделупи у французькому парламенті був комуністом. У 1973 році один із співзасновників партії, Егесіп Ібене, також був обраний до Національної асамблеї Франції.
КПГ брала участь в Міжнародних з'їздах комуністичних і робітничих партій 1960 і 1969 років. КПГ також затвердила документи, прийняті на цих засіданнях.
Другий партійний з'їзд КПГ відбувся в 1961 році, і головним політичним завданням партії було визначено об'єднання всіх трудящих у прагненні домогтися внутрішньої автономії Гваделупи у складі Французької республіки. Третій з'їзд партії, що відбувся в 1964 році, прийняв політичну, економічну та соціальну програму досягнення автономії, охоплюючи вимоги щодо створення місцевих законодавчих зборів та виконавчого органу, аграрної реформи та співробітництва для розвитку, серед іншого. У 1965 році у партійному керівництві спалахнув фракційний конфлікт. У 1966—1967 роках з партії була виключена дисидентська фракція. Наприкінці 1967 року з ініціативи КПГ була створена Спілка комуністів молоді. Четвертий з'їзд партії відбувся в 1968 році.
У 1971 році Гі Данент був першим секретарем партії. Того ж року партія налічувала 1500 членів і займала значні посади в 10 з 34 муніципалітетів Гваделупи, включаючи вісім мерів. КПГ також користувалася впливом у кількох профспілках, включаючи Загальну конфедерацію праці Гваделупи та Союз гваделупських жінок.
Напередодні регіональних виборів у Франції 2015 року ПКГ висунула Мону Кадосе своїм кандидатом на посаду регіонального президента. Вона набрала 1297 голосів (0,92 % від усіх голосів виборців).

## Організація
Партія була побудована на принципі організації демократичного централізму. Первинною організацією партії є осередок; потім є секція і вищий орган — з'їзд партії. У період між з'їздами КПГ очолюють ЦК і Політбюро ЦК.